# Chavornay
Chavornay ist eine politische Gemeinde im Distrikt Jura-Nord vaudois des Kantons Waadt in der Schweiz.

## Geographie
Chavornay liegt auf 452 m ü. M., 4 km südöstlich von Orbe und zehn Kilometer südwestlich der Bezirkshauptstadt Yverdon-les-Bains (Luftlinie). Das Dorf erstreckt sich am Ostrand der Orbeebene, zwischen den Flussläufen von Talent im Süden und Ruisseau de Sadaz im Norden, im Waadtländer Mittelland.
Die Fläche des 11,1 km² grossen Gemeindegebiets umfasst einen Abschnitt des Waadtländer Mittellandes. Der westliche Teil des Gebietes wird durch die breite Ebene der Orbe eingenommen, die von den kanalisierten Läufen des Nozon (bildet streckenweise die Westgrenze), des Talent und des Entrerocheskanals entwässert wird. In der Ebene befinden sich die ehemaligen Lehmgruben der Ziegelei, die heute teils renaturiert, teils sich selbst überlassen sind, sich im Lauf der Zeit mit Wasser gefüllt haben und heute Weiher mit bedeutenden Vogelbeständen bilden. Nach Südosten erstreckt sich der Gemeindeboden über den sanft ansteigenden Hang im Einzugsgebiet des Baches Ruisseau de Sadaz bis an den Rand der Hochfläche des nördlichen Gros de Vaud. Im Wald Bois Désert wird mit 608 m ü. M. der höchste Punkt von Chavornay erreicht. Ganz im Süden reicht das Gebiet in das tief in die Molasseschichten des Gros de Vaud eingeschnittene Tal des Talent. Von der Gemeindefläche entfielen 1997 14 % auf Siedlungen, 16 % auf Wald und Gehölze, 66 % auf Landwirtschaft und etwas weniger als 4 % war unproduktives Land.
Zu Chavornay gehören ausgedehnte Neubausiedlungen, die Hofsiedlung Le Pâquier (439 m ü. M.) inmitten der Orbeebene westlich des Entrerocheskanals sowie einige Einzelhöfe. Die Nachbargemeinden von Chavornay sind im Westen Orbe, im Nordwesten Valeyres-sous-Rances, im Norden Ependes, im Osten Suchy, im Südosten Essertines-sur-Yverdon, im Süden Vuarrens und Penthéréaz und im Südwesten Bavois und Arnex-sur-Orbe.

## Bevölkerung
Mit 5414 Einwohnern (Stand 31. Dezember 2023) gehört Chavornay zu den mittelgrossen Gemeinden des Kantons Waadt. Von den Bewohnern sind 88,6 % französischsprachig, 3,7 % deutschsprachig und 2,2 % portugiesischsprachig (Stand 2000). Die Bevölkerungszahl von Chavornay belief sich 1850 auf 805 Einwohner, 1900 auf 798 Einwohner. Während des 20. Jahrhunderts nahm die Bevölkerung langsam aber kontinuierlich zu. Erst in den letzten Jahrzehnten wurde ein verstärktes Wachstum beobachtet (1980 erst 1598 Einwohner). Ende 2015, vor der Eingemeindung von Corcelles-sur-Chavornay und Essert-Pittet, betrug die Einwohnerzahl 4162.

## Wirtschaft
Chavornay war bis zu Beginn des 20. Jahrhunderts ein vorwiegend durch die Landwirtschaft geprägtes Dorf. Noch heute haben der Ackerbau (insbesondere Gemüsekulturen) und der Obstbau eine gewisse Bedeutung in der Erwerbsstruktur der Bevölkerung. An den nach Süden exponierten Hängen gibt es einige kleine Weinbaugebiete.
Am Talent bestand schon seit dem 16. Jahrhundert eine Mühle. Mit der verbesserten Verkehrsanbindung liessen sich seit dem Ende des 19. Jahrhunderts wichtige Unternehmen nieder. Früher die bedeutendste Firma war die Ziegelei Barraud, die von 1906 bis 1966 in Betrieb war. 1977 entstand in Chavornay ein grosses Zollfreilager. Daneben gibt es heute zahlreiche kleinere und mittlere Unternehmen, unter anderem in den Bereichen Maschinenbau, Karosseriebau, Elektrotechnik, Baugewerbe und Gartenbau.
In den letzten Jahrzehnten hat sich das Dorf dank seiner attraktiven Lage auch zu einer Wohngemeinde entwickelt. Viele Erwerbstätige sind deshalb Wegpendler, die in Orbe, im Raum Yverdon-les-Bains und im Grossraum Lausanne arbeiten.

## Verkehr

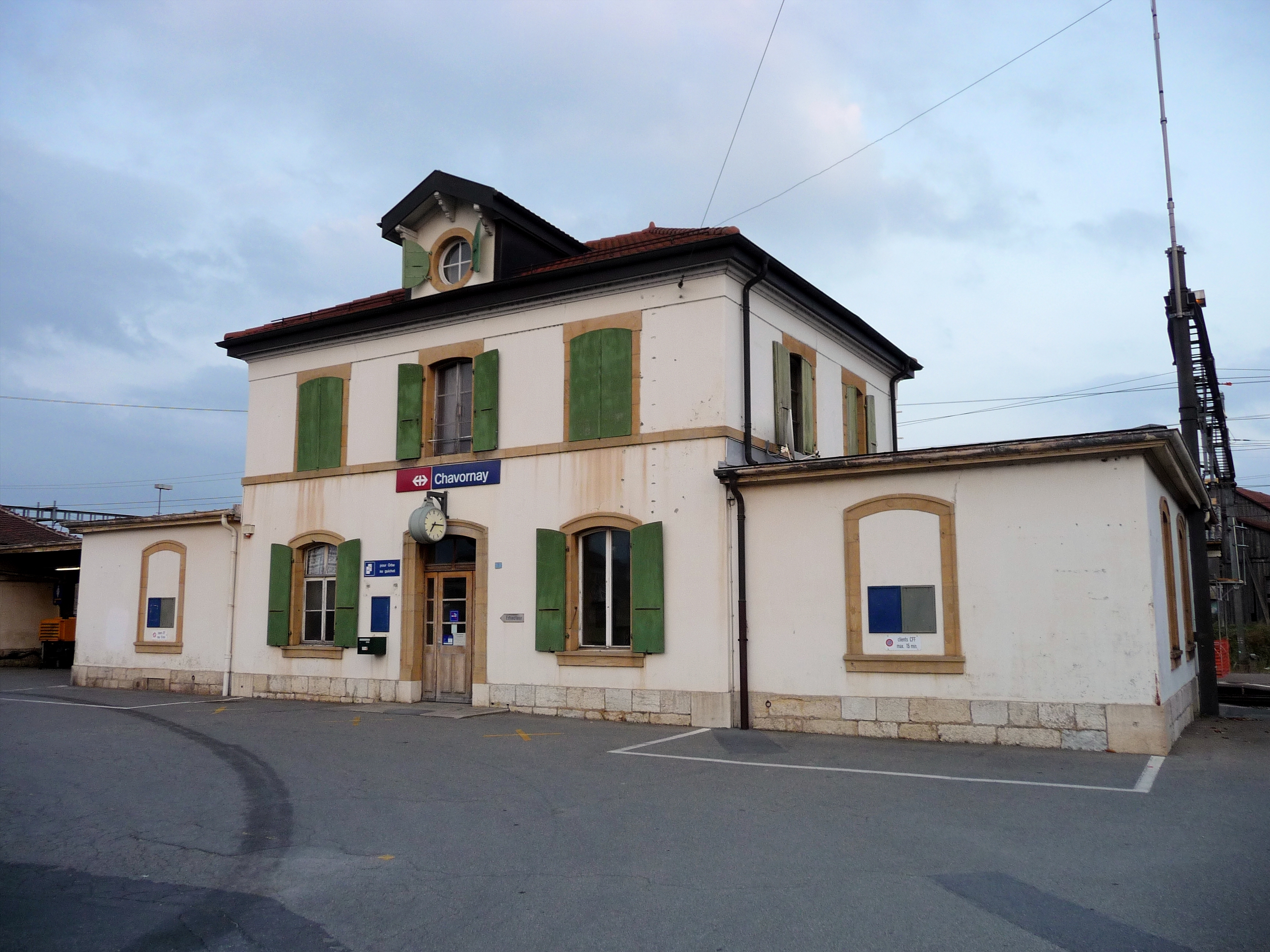
Der SBB-Bahnhof

Die Gemeinde ist verkehrstechnisch sehr gut erschlossen. Sie liegt an der Hauptstrasse von Lausanne nach Orbe. Der Autobahnanschluss Chavornay an der 1981 eröffneten A1 (Lausanne-Yverdon) ist nur rund 1 km vom Ortskern entfernt.
Am 7. Mai 1855 wurde der Abschnitt Yverdon–Bussigny-près-Lausanne der Eisenbahnlinie Neuenburg–Lausanne (siehe Jurasüdfusslinie) mit einem Bahnhof in Chavornay eingeweiht. Die Nebenstrecke von Chavornay nach Orbe wurde am 7. April 1894 durch die Usines de l’Orbe (UO), der späteren Orbe–Chavornay (OC), heute Bahnstrecke Orbe–Chavornay der Transports Vallée de Joux–Yverdon-les-Bains–Ste-Croix (travys) in Betrieb genommen. Für die Feinverteilung im öffentlichen Verkehr sorgt der Postautokurs, der von Chavornay nach Echallens verkehrt.
An der normalspurigen Nebenstrecke liegt das 2005 eröffnete Güterterminal für den Kombinierten Verkehr der Terco (Terminal Combiné Chavornay) mit 4 Gleisen, insgesamt 1090 m, erreichbar von der A9 Ausfahrt Orbe und A1. Es bietet der Wirtschaft im Raum Lausanne mit dem Containerverkehr den Anschluss zum Hafen Basel-Kleinhüningen und von da zu den Seehäfen Antwerpen und Rotterdam. Seit 2014 wird durch Contargo der Rhein-Romandie-Shuttlezug von den Basler Containerhäfen nach Chavornay und Genf betrieben. Als bedeutender Nutzer hat sich das Unternehmen railCare etabliert.

## Geschichte
Auf dem Gemeindegebiet wurden Überreste einer Siedlung aus der Römerzeit sowie römische Münzen und ein Meilenstein entdeckt. Die erste urkundliche Erwähnung des Ortes erfolgte bereits im Jahr 927 als in villa Cauorniaco. Später erschienen die Bezeichnungen Cavorniacum (977), Cavornacum (1173), erstmals Chavornay (1217), danach Chauornai und Chavornai (1228), Chauornay (1453) und Chavornex (1628). Der Ortsname geht auf den wahrscheinlich gallischen Geschlechtsnamen Cavorinius zurück.
Chavornay gehörte seit dem 9. Jahrhundert dem Königreich Hochburgund und war zeitweise Residenz der Könige. Von ihrem Aufenthaltsort sind jedoch keine Reste übrig geblieben. Im 11. Jahrhundert kam der Ort an den Bischof von Lausanne; im 13. Jahrhundert weitete auch Savoyen seinen Einfluss auf Chavornay aus. Vom 11. bis Ende des 15. Jahrhunderts ist eine Adelsfamilie von Chavornay erwähnt. Die Siedlung besass im Mittelalter gewisse Freiheiten.
Mit der Eroberung der Waadt durch Bern im Jahr 1536 kam Chavornay unter die Verwaltung der Landvogtei Yverdon. Es bildete darin eine Kastlanei mit eigenem Gerichtshof. Nach dem Zusammenbruch des Ancien Régime gehörte Chavornay von 1798 bis 1803 während der Helvetik zum Kanton Léman, der anschliessend mit der Inkraftsetzung der Mediationsverfassung im Kanton Waadt aufging. 1798 wurde es dem Bezirk Orbe zugeteilt.
Kurz vor dem Ersten Weltkrieg fand 1913 bei Chavornay die erste Prospektion nach Erdöl in der Schweiz statt. Die Bohrung, ebenso wie eine zweite Probebohrung im selben Jahr, beide in etwas mehr als 200 Metern Tiefe durchgeführt, blieben ohne kommerziell nutzbaren Fund.

## Sehenswürdigkeiten
Die Kirche, heute reformierte Pfarrkirche Saint-Marcel, ist bereits im 12. Jahrhundert erwähnt. Der heutige Bau stammt aus dem Mittelalter (um 1400) und besitzt einen spätgotischen Chor aus dem 15. Jahrhundert und ein bemerkenswertes Schiff mit Holzdecke und -pfeilern, das von 1648 bis 1671 neu errichtet wurde.
An der Hauptstrasse steht das Berner Haus (Maison Bernoise), das Ende des 16. Jahrhunderts erbaut wurde. Es erhielt seinen Namen aufgrund der im Berner Stil gehaltenen Architektur. Im alten Ortskern befinden sich zahlreiche weitere stattliche Bürger- und Bauernhäuser, teilweise ebenfalls im Berner Stil, die aus dem 17. und 18. Jahrhundert stammen.

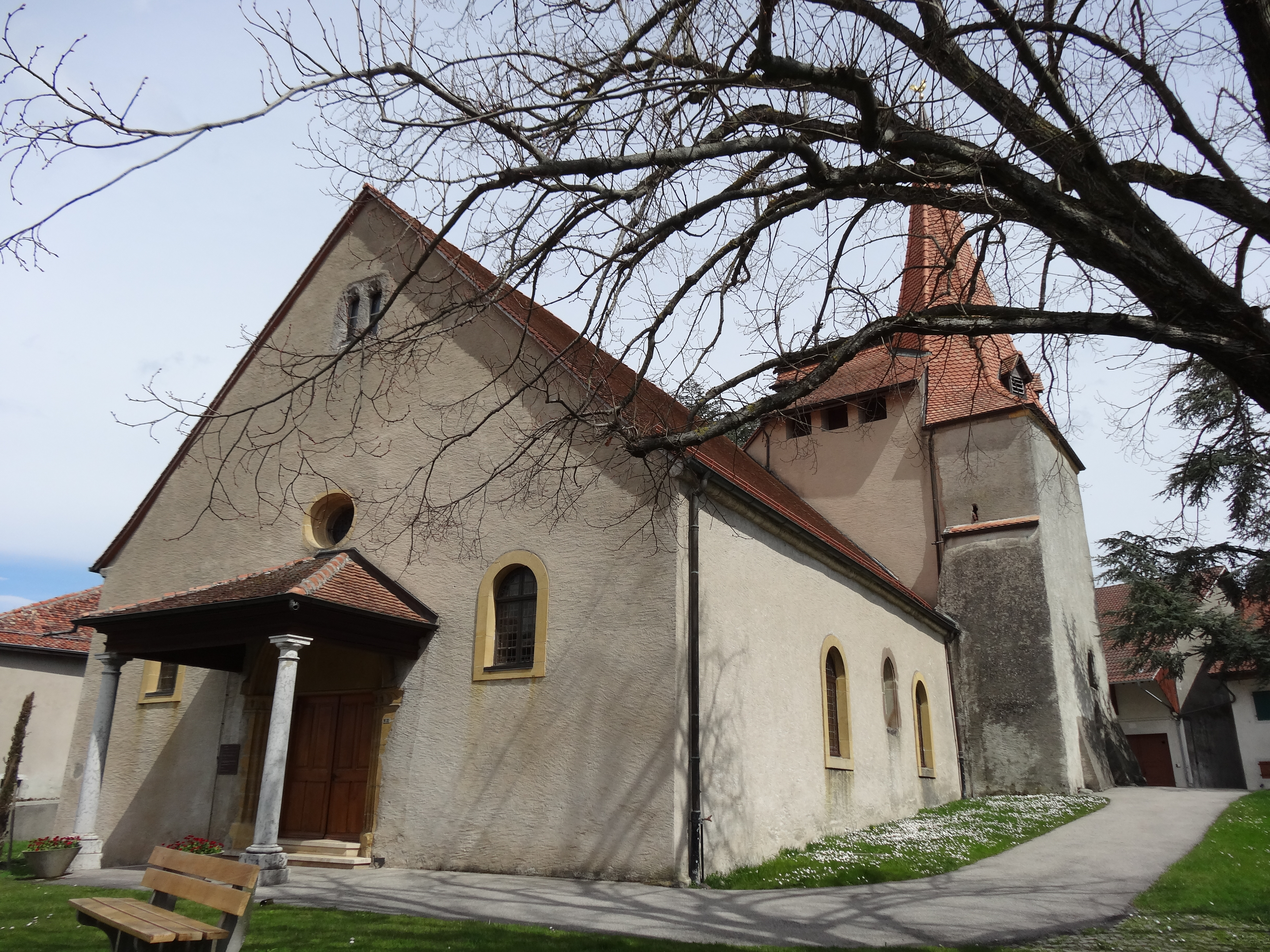
Reformierte Pfarrkirche Saint-Marcel

## Persönlichkeiten
- Louis Perriraz (1869–1961), evangelischer Geistlicher und Hochschullehrer an der Universität Lausanne